# Durham (hrabstwo Strafford)
Durham – jednostka osadnicza w Stanach Zjednoczonych, w stanie New Hampshire, w hrabstwie Strafford.